# Monte Hibok-Hibok

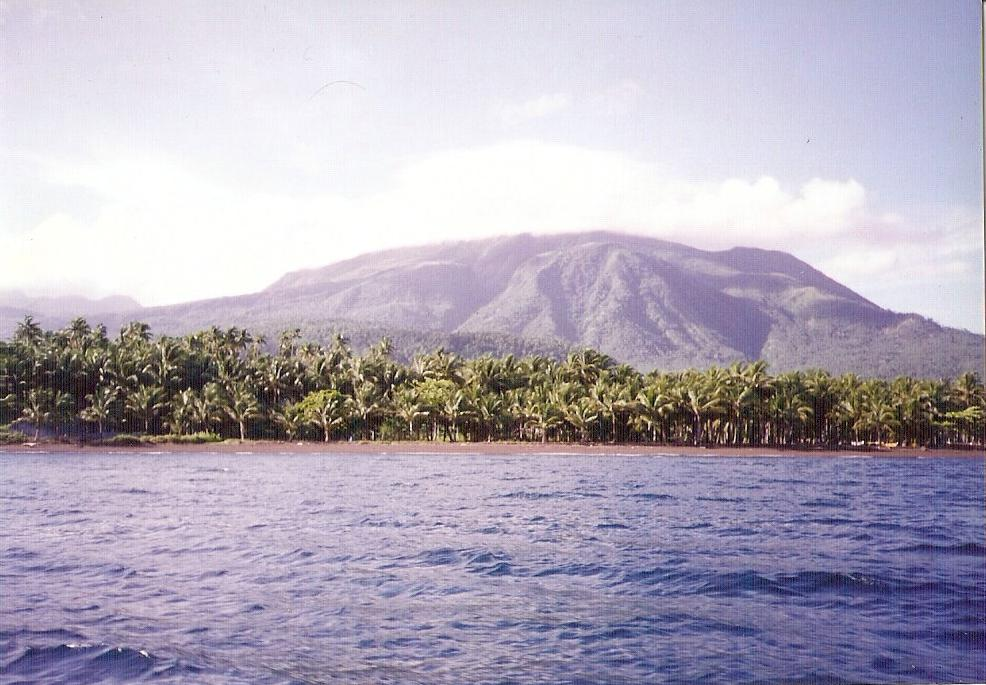
Monte Hibok-Hibok.

O Monte Hibok-Hibok é um vulcão ativo na ilha Camiguin nas Filipinas. É também conhecido como Catarman. É um dos 22 vulcões ativos das Filipinas, que fazem parte do chamado "Anel de fogo do Pacífico".

## Características físicas
Os vulcanologistas classificam o Hibok-Hibok como um complexo estratovulcão e cúpula, tendo uma elevação de 1 332 metros e um diâmetro na base de mil metros.
Possui seis nascentes de águas termais (Ardent Spring, Tangob, Bugong, Tagdo, Naasag e Kiyab), três lagos em crateras (a cratera Kanangkaan, local da erupção de 1948; cratera Itum, local da erupção de 1949; cratera Ilihan, local da erupção de 1950). Possui também um maar vulcânico, a lagoa Taguines, entre Binone e Maac.
Os picos vulcânicos adjacentes existentes são o Monte Vulcan (a noroeste), o Monte Mambajao (no centro de Camiguin), o Monte Ginsiliban (no sul de Camiguin) e o Monte Uhay (a norte do Monte Ginsibilian). Existem também outras cúpulas e cones nos montes Campana, Minokol, Tres Marias, Carling, Tibane e Piyakong.

## Erupções
O Hibok-Hibok entrou em erupção cinco vezes na história moderna. A primeira erupção registada aconteceu em 1827. Esta foi seguida de actividade semelhante em 1862.
Em Janeiro de 1871, os moradores da ilha relataram sismos e ruídos subterrâneos. Seguiram-se derrocadas, aparecimento de fissuras na terra e diversos abalos sísmicos. Em Abril, o vulcão expeliu rochas, poeiras e cinza durante uma semana, formando-se uma cúpula vulcânica que seria mais tarde designada Vulcan. A cúpula chegou aos 457 metros, com uma base de quase 1500 m após quatro anos. A actividade do Vulcan tem se limitado à emissão de vapor a partir de fissuras no topo da cúpula.
Em 1897, o Hibok-Hibok emitiu vapores sulfurosos que danificaram quintas na ilha. As emissões ricas em enxofre continuaram até 1902.
O Hibok-Hibok sofreu uma erupção peleana em Agosto de 1948, acompanhada de uma série de sismos. Ocorreram também deslizamentos de terra, seguidos do aparecimento de uma cúpula e diversos fluxos piroclásticos em Setembro de 1953. As erupções de 1948-1952 ocorreram nas crateras Kanangkaan (1948), Itum (1949) e Ilihan (1950).
Os vulcanologistas detectaram um padrão eruptivo nessa altura, um ciclo de quatro fases, iniciando-se com um curto período de emissão de vapor a partir da cratera e avalanches de materiais vulcânicos, seguindo-se explosões acompanhadas da emissão de grandes nuvens de vapor, cinza e outros materiais vulcânicos fragmentários, com forte possibilidade de desenvolvimento de fluxos piroclásticos. A terceira fase inclui a erupção de material incandescente, emissão de cinza e vapor em grandes quantidades, formação de fluxos e pequenas erupções na cratera e finalmente um decréscimo na quantidade de vapor e outros materiais expelidos da cratera.